# 赫尔曼·E·戴利
赫尔曼·愛德華·戴利（英語：Herman Edward Daly，1938年—2022年10月28日），美国生态经济学家，环境经济学和可持续发展专家，国际生态经济学学会主要创始人。
1967年获范德比尔特大学经济学博士。曾任路易斯安那大学教授，世界银行环境部高级经济学家，马里兰大学公共事务学院高级研究学者。著有《静态经济学》、《超越增长－可持续发展的经济学》、《经济学、生态学、伦理学》等。